# (521204) 2015 FX413
(521204) 2015 FX413 es un asteroide perteneciente al cinturón de asteroides, región del sistema solar que se encuentra entre las órbitas de Marte y Júpiter.
Fue descubierto el 30 de marzo de 2015 por el equipo del telescopio Pan-STARRS desde el observatorio de Haleakala.

## Designación y nombre
Designado provisionalmente como 2015 FX413.

## Características orbitales
2015 FX413 está situado a una distancia media del Sol de 3,119 ua, pudiendo alejarse hasta 3,315 ua y acercarse hasta 2,922 ua. Su excentricidad es 0,063 y la inclinación orbital 10,454 grados. Emplea 2011,53 días en completar una órbita alrededor del Sol.
Los próximos acercamientos a  la órbita de Júpiter ocurrirán el 9 de abril de 2084, el 22 de mayo de 2094 y el 6 de abril de 2156.

## Características físicas
La magnitud absoluta de 2015 FX413 es 16,64.